# Such Men Are Dangerous
Such Men Are Dangerous è un film del 1930 diretto da Kenneth Hawks. Il regista non viene accreditato nei titoli del film.

## Trama
La bellissima ma povera Elinor è spinta dalla sorella a sposare il ricco e potente finanziere belga Ludwic Kranz. La giovane, però, disprezza il marito provando anche repulsione per lui a causa del suo volto sfigurato. Kranz, allora, parte per la Germania, lasciando credere di essersi suicidato. Lì, si sottopone invece a una serie di cure e di operazioni plastiche al viso. Quando ritorna, è un uomo nuovo, deciso a vendicarsi della moglie. Sotto falso nome, la corteggia per poi svergognarla. Dovrà però ricredersi, perché lei finisce per innamorarsi di lui e, ben presto, il triste passato è dimenticato.

## Produzione
Il film fu prodotto dalla Fox Film Corporation

## Distribuzione
Distribuito dalla Fox Film Corporation, il film - presentato da William Fox - uscì nelle sale cinematografiche USA il 9 marzo 1930.